# Poserna
Poserna este o comună în Saxonia-Anhalt, Germania.